# 哈迪斯頓鎮區 (新澤西州)
哈迪斯頓鎮區（英語：Hardyston Township）是位於美國新澤西州蘇塞克斯縣的一個鎮區。

## 地方資料
哈迪斯頓鎮區的面積為84.56平方千米，當中陸地面積為82.84平方千米，而水域面積為1.72平方千米。根據2020年美國人口普查的數據，當地共有人口8125人，而人口密度為每平方千米96.09人。